# حياة ديفيد جيل (فلم)
حياة ديفيد جيل (بالإنجليزية: The Life of David Gale) فيلم درامي عن الجريمة لعام 2003 من إخراج آلان باركر وكتبه تشارلز راندولف. الفيلم إنتاج دولي مشترك بين الولايات المتحدة وألمانيا والمملكة المتحدة. كان الفيلم هو آخر أفلام المخرج باركر قبل تقاعده. يلعب كيفين سبيسي شخصية ديفيد جيل، وهو أستاذ جامعي وناشط قديم ضد عقوبة الإعدام حُكم عليه بالإعدام لقتله أحد معارضي عقوبة الإعدام؛ شاركت كيت وينسلت ولورا ليني في البطولة. صدر الفيلم إلى دور العرض الأمريكية في 21 فبراير 2003. وقد تلقى آراء سلبية من النقاد وحقق 38.9 مليون دولار فقط مقابل ميزانيته البالغة 38 مليون دولار.

## طاقم التمثيل
كيفن سبيسي: في دور ديفيد جيل
كيت وينسلت: في دور بيتسي بلوم
لورا ليني: في دور كونستانس هارواي
غابرييل مان: في دور زاك ستيمونز
رونا ميترا: في دور برلين
ليون ريبي: في دور براكستون بيليو
مات كرافن: في دور داستي رايت
جيم بيفر: في دور ديوك جروفر
ميليسا مكارثي: في دور نيكو
كليو كينغ: في دور باربرا كروستر
كونستانس جونز: في دور المراسل أ. روبرتس
لي ريتشي: في دور جو مولاركي
براندي ليتل: في دور نادلة الموتيل
سيندي ويت: في دور مارجي
جيسي دي لونا: في دور حارس مشرف
كيمبرلي تورتوريس: في دور طالبة تخرج
كاثرين جيمس: في دور بيث
سيندي ميشيل: في دور طبيبة كونستانس
بريندا سينديجو: في دور مساعدة بيليو
كيرك سيسكو: في دور مراسل تلفزيون
كاساندرا ل: في دور مراسلة تلفزيون
كليف ستيفنز: في دور رئيس الجامعة
نواه ترويسدال: في دور جيمي جيل
أوليفر تل: في دور مراسل تلفزيون
ميشيل فالين: في دور مراسل تلفزيون
مارك فوجيس: في دور بولهورن المحتج
كريس وارنر: في دور منظم المستشفى
جاك واتكينز: في دور مصور فوتوغرافي
لاريسا وولكوت: في دور جليسه أطفال
تانيا زيجر: في دور مراسلة تلفزيون 

## أحداث الفيلم
ينتظر، الأستاذ الجامعي السابق ديفيد جيل (كيفن سبيسي)، تنفيذ حكم الإعدام عليه في تكساس. وقبل أيام قليلة من موعد إعدامه، يتفاوض محاميه مع شبكة إخبارية كبرى على أن يقوم «جيل» برواية قصته مقابل نصف مليون دولار عن طريق حوار مع الصحفية بيتسي بلوم (كيت وينسلت)، وتتمتع هذه الشبكة الإخبارية بسمعة طيبة في الحفاظ على الأسرار وحماية مصادرها.
كان جيل مفكر ناجح ورئيس قسم الفلسفة في جامعة تكساس في أوستن عام 1995. وهو عضو نشط في جماعة «ديث واتش» المناهضة لعقوبة الإعدام. يلتقي جيل بطالبة الدراسات العليا، التي طردت من الجامعة، «برلين» (رونا ميترا) ويسرف في الشراب وتقوم برلين بغوايته ويمارسون الجنس العنيف. تقوم برلين باتهام جيل، زوراً، بالاغتصاب. في اليوم التالي يفشل جيل في حوار متلفز مع حاكم تكساس عندما لا يتمكن من تسمية أي أشخاص أبرياء أعدموا خلال فترة ولاية الحاكم. يتم القبض على جيل، ولكن التهمة تسقط عندما تختفي برلين فجأة، ومع ذلك، ينهار زواجه ومهنته وسمعته. يعاني جيل من إدمان الكحول بعد أن هجرته زوجته وابنهم ورحلت إلى إسبانيا.
يكتشف رجال الشرطة مقتل كونستانس هارواي (لورا ليني) بعد اغتصابها وهي زميلة جيل في جماعة «ديث واتش» ويكشف تشريح الجثة عن السائل المنوي لجيل في جسدها وأنها أُجبرت على ابتلاع مفتاح الأصفاد، وهي تقنية تعذيب كتب عنها جيل سابقًا. تشير الأدلة المادية في مسرح الجريمة إلى ادانة جيل بارتكاب الجريمة ويحكم عليه بالإعدام.
تبحث الصحفية بلوم في ظروف القضية حتى تجد شريطً فيديو يكشف أن هارواي، التي كانت تعاني من سرطان الدم، قد ارتكبت انتحارًا مفصلاً يبدو وكأنه جريمة قتل. مما يشير إلى أن هناك خطة، وجيل جزء منها، بغرض تشويه «عقوبة الإعدام» من خلال التآمر لإعدام شخص بريء، وبعد تنفيذ الحكم يتم إرسال ظرف يحتوي الأدلة الفعلية إلى الجهات الرسمية والمطالبة بإلغاء تطبيق الإعدام.
بمجرد أن تعثر بلوم ومساعدها على هذا الدليل، ولم يتبق سوى ساعات على إعدام جيل المقرر، تحاول تسليم الشريط إلى السلطات في الوقت المناسب لوقف الإعدام ولكنها تفشل. يتم نشر الشريط بعد ذلك، مما يتسبب في ضجة إعلامية وسياسية حول إعدام رجل بريء. في وقت لاحق، يتلقى داستي رايت (مات كرافن) من جماعة «ديث واتش» الأموال التي وافقت مجلة بلوم على دفعها مقابل المقابلة، وقام بتسليمها إلى زوجة جيل السابقة، جنبًا إلى جنب مع بطاقة بريدية من برلين تعترف فيها بأن تهمة الاغتصاب التي أفسدت حياة جيل ومسيرته المهنية كانت زائفة. تبدو زوجته السابقة في حالة ذهول، لأنها تعلم أن جيل أخبر الحقيقة وأنها سرقت طفلهما منه.

## إنتاج الفيلم
تم تصوير الفيلم في أماكن متعددة، بما في ذلك عدة مواقع بارزة في أوستن وبرشلونة وهانتسفيل، تكساس، مثل جامعة ولاية سام هيوستن، ووحدة إليس، وجامعة تكساس في أوستن، وبلاسا ريال.
قالت لورا ليني إن المشهد في المطبخ حيث كانت عارية مكبلة اليدين كان أحد أقسى المشاهد التي شاهدتها أو مثلتها على الإطلاق.

## الموسيقى التصويرية
الموسيقى التصويرية من ألحان اليكس باركر وجيك باركر وتم استخدامها في أفلام مختلفة، وتحديداً في فيلم «حياة ديفيد جيل» و«شهداء تقريبًا». تم استخدام هذه الموسيقى التصويرية أيضا في إعلانات الأفلام: «مركز التجارة العالمي» عام 2006، و«ميونيخ» عام 2005، و«في وادي إيلاه» عام 2007، و«الحليب» عام 2008، و«الفنان» عام 2011، و«السيدة الحديدية» عام 2011.

## الجوائز والترشيحات
مهرجان برلين السينمائي الدولي 2003: رشح المخرج آلان باركر لجائزة الدب الذهبي لمهرجان برلين
جوائز الافلام الايطالية اون لاين 2003 (): رشح لجائزة أفضل ممثلة (كيت وينسليت)
جمعية الفيلم السياسي - الولايات المتحدة الأمريكية 2004: رشح لجائزة حقوق الإنسان 

## استقبال الفيلم
منح موقع «الطماطم الفاسدة» الفيلم تقييماً مقداره 19% بناءاً على آراء 157 ناقداً سينمائياً وكتب إجماع نقاد الموقع: «بدلاً من تقديم حجة مقنعة ضد عقوبة الإعدام، فإن هذا الفيلم المشوق غير المعقول والمعقد يثقل كاهل المشاهد برسالته».
منح موقع «ميتاكريتيك» الفيلم تقييماً مقداره 31% بناءاً على آراء 36 ناقداً.
منحت الجماهير المستطلعة آراؤهم شركة «سينما سكور» الفيلم درجة (-A) في مقياس يتراوح بين (+A) و (F).
منح الناقد روجر إيبرت من صحيفة شيكاغو صن تايمز الفيلم صفرًا (المقياس يتراوح من صفر إلى أربعة نجوم) وذكر في مراجعته «أنا متأكد من أن صانعي الفيلم يعتقدون أن فيلمهم الذي يحارب عقوبة الإعدام يقوم بتشويه سمعة معارضي العقوبة على أنهم قوم لا مبادئ لهم، وإن سبيسي وباركر رجال شرفاء، إذن لماذا كشفوا عن شريط الفيديو ولم يحفظوا خصوصية الصحفية دون انتهاك أخلاقيات الصحافة والتضحية بأكبر قصة في حياتها المهنية. لذلك فهي لا تخدم أي غرض وظيفي سوى إعطاء إثارة رخيصة للجمهور المتخلفين. إنه أمر مخز».
قام ريتشارد روبر بمراجعة الفيلم بشكل إيجابي ووصفه بأنه «فوضى مبهرة».

## تصورات حول عقوبة الإعدام
أعلن بانفيلو لاكسون السياسي الفلبيني الذي يشغل منصب عضو في مجلس الشيوخ الفلبيني منذ 2016 والمرشح المحتمل للرئاسة الفلبينية 2022 أن الفضل يعود لهذا الفيلم في تغيير رأيه بشأن عقوبة الإعدام. كان لاكسون، الذي شغل سابقًا منصب رئيس الشرطة في البلاد، من أشد المدافعين عن الجرائم التي يُعاقب عليها بالإعدام في الجرائم الشنيعة. ومع ذلك، بعد مشاهدة الفيلم على نتفليكس، قال: «انفتحت عيني… إنه من المهم إنقاذ حياة شخص بريء ومدان أكثر من إعدام شخص أدين بالفعل وثبت أنه ارتكب جريمة»، وقام بسحب مشروعه الشخصي لإقرار قانون يقترح عقوبة الإعدام للجرائم البشعة.

## روابط خارجية
- مقالات تستعمل روابط فنية بلا صلة مع ويكي بيانات

https://www.filmaffinity.com/en/film673964.html حياة ديفيد جيل (فيلم)
https://letterboxd.com/film/the-life-of-david-gale/ حياة ديفيد جيل (فيلم)
https://www.imdb.com/title/tt0289992/?ref_=ttfc_fc_tt حياة ديفيد جيل (فيلم)
https://www.allocine.fr/film/fichefilm_gen_cfilm=29150.html حياة ديفيد جيل (فيلم)